# カタナ沖の海戦
カタナ沖の海戦は、紀元前397年夏にカタナ（現在のカターニア）沖で発生した、レプティネス（シュラクサイの僭主ディオニュシオス1世の弟）率いるギリシア艦隊とマゴ率いるカルタゴ艦隊との海戦。ディオニュシオスは陸軍を率いてカタナ近郊にいたが、ヒミルコ率いるカルタゴ陸軍は、噴火を続けているエトナ山を迂回して内陸部にいた。カルタゴ艦隊はギリシア艦隊に決定的勝利を収め、同年後半の第一次シュラクサイ包囲戦に繋がっていく。

## 背景
カルタゴはシケリアのカルタゴ領に対するギリシア軍の襲撃の報復として、紀元前406年にシケリアに遠征軍を送った。遠征軍は当初ハンニバル・マゴが率いていたが、アクラガス包囲戦中にペストで死亡し、甥のヒミルコが司令官を引き継いだ。マゴは紀元前405年の夏までにアクラガス（現在のアグリジェント）、ゲラ（現在のジェーラ）、カマリナ（現在のラグーザ県ヴィットーリアのスコグリッティ地区）を攻略・略奪した（カマリナ略奪）。これらの敗北はシュラクサイに政治的混乱をもたらし、最終的にはディオニュシオス1世が僭主となって権力を掌握した。紀元前405年にはヒミルコとディオニュシオスは平和条約を結び、カルタゴはシケリアの60％を直接・間接的に支配することとなった。シケル人、メッセネ（現在のメッシーナ）およびレオンティノイ（現在のレンティーニ）は独立を維持し、カルタゴはディオニュシオスをシュラクサイの僭主として認めた。

### ディオニュシオス動く
紀元前405年から紀元前398年にかけて、ディオニュシオスはシュラクサイにおける自身の政治的権力を確実なものとし、軍備の拡張を行った。紀元前404年には条約を破棄してシケル人との戦争を開始したが、カルタゴは何の行動も起こさなかった。シュラクサイ陸軍の一部が反乱し、ディオニュシオスはシュラクサイで包囲されてしまったが、反乱軍の不手際と幸運が手伝い、この危機を脱した。その後、ナクソス（現在のジャルディーニ＝ナクソス）とカタナを占領し、レオンティノイを従属させることによって領土を拡大した。また傭兵を雇用し、新たに200隻の船を建造した。シュラクサイは強固な要塞都市となり、オルティジャ島（シュラクサイの旧市街があった場所）を内郭として、エピポライ台地全体が城壁で囲まれた。また、新兵器として大型弩弓と五段櫂船を開発した。紀元前398年には、シケリア西部のカルタゴ領都市であるモティア（現在のマルサーラのサン・パンタレオ島）を、歩兵80,000、騎兵3,000、軍船200、輸送船500で攻撃した。
平和条約でカルタゴの支配下となっていたギリシア人とシカニ人はこの機会を捕らえて反乱し、ディオニュシオスがモティアに到着したときには、カルタゴ側に残っている都市はモティア以外は5つに過ぎなかった（パノルムス（現在のパレルモ）、ソルス（現在のサンタ・フラーヴィアのソルントゥム遺跡）、アンキラエ、セゲスタ（現在のセジェスタ）およびエンテラ（現在のコンテッサ・エンテッリーナ））。カルタゴには常備陸軍はないため、モティア救援のためにヒミルコ率いる三段櫂船100隻からなる艦隊を送った。ギリシア側の船はほとんどが海岸に乗り上げて停泊していたため、ヒミルコは奇襲によってほとんどの輸送船を破壊し、続いてモティアの北方に停泊していた軍船攻撃に向かった。モティアの北方はルンガ島（現在のグランデ島）とシケリア本島に挟まれた浅瀬で、軍船は通過できなかったため、ギリシア艦隊は袋の鼠となった。ディオニュシオスは一部の軍船を出撃させ、大型弩弓でカルタゴ艦隊に対抗し、また浅瀬に急遽木製の人力牽引用の足場を作らせ、80隻の三段櫂船を外洋に脱出させた。挟み撃ちになることを恐れたヒミルコは撤退した。ディオニュシオスは、モティアとシケリア本島を結ぶ堰堤を修復し（モティアが篭城に備えて破壊していた）、攻城兵器を用いてモティアを攻撃した。モティアは激しく反撃したが、最終的には陥落し略奪された。守備兵をモティアの廃墟に残し、セゲスタとエンテラの包囲を継続しつつ、ディオニュシオス自身とその艦隊の大部分は冬の間シュラクサイに戻った。弟のレプティネスが120隻の軍船（少なくとも30隻は五段櫂船）と共にエリュクス（現在のエリーチェ）に残留した。

### カタナへの道
翌紀元前397年に陸軍の準備が整うと、ヒミルコは陸兵50,000、三段櫂船400、輸送船600を率いてシケリアに向かった。途中でレプティネス率いるギリシア艦隊がカルタゴ艦隊の阻止を試みたが、輸送船50隻を撃沈しただけで失敗した。ヒミルコはパノルムスに上陸し、そこでシケリア現地兵30,000と合流すると、まずはエリュクスを占領した後にモティアに向かった。モティアの守備兵は大部分がシケル人で、指揮官の名前はビトンであったが、容易に撃破された。ヒミルコの次の目標はディオニュシオスが包囲するセゲスタの解放であったが、ギリシア軍はカルタゴ軍の接近を知ると、数に勝る敵軍との戦闘を避けてシュラクサイに撤退した。ヒミルコはパノルムスに戻り、カルタゴ領を防衛するのに必要な守備兵を残すと、メッセネに向かって軍船300隻、輸送船300隻と共に北岸沿いを東進した。途中リパラ（現在のリーパリ）に向かい、そこで30タレントを献上金として出させた。リパラを出帆したカルタゴ艦隊は東へ向かい、陸軍はメッセネの12マイル北方のペロルム岬（現在のカポ・ペローロ）に上陸し、野営地を設営した。メッセネ陸軍は街を出てカルタゴ軍に向かった。ヒミルコは軍船200隻で海上からメッセネを急襲し、占領・破壊した。ギリシア軍は郊外のいくつかの要塞に逃げ込んだ。ヒミルコはメッセネを脱出した人々が逃げ込んだ要塞をつぶしていこうとしたが、それには時間がかかりすぎることが判り、これを中止した。

## 序幕
メッセネを抑えると、メッシーナ海峡を支配し、600隻のカルタゴ艦隊全体が停泊可能な港を得、シケリアとイタリア南部の間の海上交通を妨害することも可能となる。しかしヒミルコはメッセネに基地を置くことはしなかった。おそらくカルタゴから遠く離れた都市を維持する自信がなかったものと思われる。またメッセネを脱出したギリシア人は、近郊の丘陵地帯の要塞に立てこもっており、これらを落していくには時間がかかる。ディオニュシオスに時間を与えると、シュラクサイが強化される恐れがある。カルタゴ軍の最終目的はシュラクサイに勝利することであり、メッセネは前座に過ぎなかった。カルタゴ本国には常備軍がなく、援軍を送るには傭兵の募集からはじめることとなり、時間がかかった。かといって、ヒミルコ自身の軍の一部をメッセネ守備に裂くと、ディオニュシオスを攻撃する兵力が不足してしまう。もちろん、メッセネを離れた後に、背後のギリシア要塞からの敵対行動を完全に無視することはできなかった。彼がとった解決策は間接的アプローチと呼ばれる種類のもので、単純かつ巧妙なものであった。

### タウロメニオンの建設
ヒミルコはすでに幾らかのシケル人が入植していたタウロス山にタウロメニオン（現在のタオルミーナ）を建設することを選び、同盟していたシケル人を居住させ、都市を要塞化した。これは一石二鳥を狙ったものであった。街はメッセネからのギリシア軍の移動を封鎖できるほどメッセネに近く、かと言ってメッセネから奇襲をかけるには遠すぎ、将来シケリアで作戦を行う基地として最適の位置にあった。さらに、アソロス（en、現在のアッソロ）を除く全てのシケル人はディオニュシオスを憎んでおり、ヒミルコに軍に加わるか、あるいは元の居住地に戻ることを希望していた。テーバイのエパメイノンダスは紀元前370年にメッセネを再建する際とメガロポリス（en）を建設した際に同じ戦略を採用している。メガロポリスはテーバイ軍がスパルタ軍に勝利した後にスパルタ領内に建設された。
ヒミルコはディオニュシオスの同盟都市を離反させようとし、また同時に背後に残したメッセネの敵対行動を阻止する味方を獲得した。カルタゴ軍は南に向かって進軍を再開し、海軍もこれに並走した。しかし、エトナ山が激しく噴火しており、陸路を海岸沿いにナクソス（現在のジャルディーニ＝ナクソス）に向かうのは不可能であった。ヒミルコは軍を二つに分けるリスクをとり、ヒミルコは陸軍と共にエトナ山を迂回し、艦隊はマゴが率いてカタナに向かい、そこで両軍が会合することとした。
ヒミルコがメッセネを占領しタウロメニオンを建設している間、ディオニュシオスは自軍の強化に忙しかった。全ての奴隷を解放して新造船60隻の乗員とし、レオンティノイに兵士と食料を送った。またギリシアから新たに傭兵1,000を雇用した。続いてカタナのカンパニア人住民（もともとのギリシア人を移動させてディオニュシオスがカンパニア人に与えていた）を説得して、アエトナに移動させた。ヒミルコが内陸部に迂回せざるを得なくなり、カルタゴ艦隊のみがカタナに向かったとの情報を得ると、ディオニュシオスは陸海軍を率いてカタナに向かった。ギリシア軍兵力は歩兵30,000、騎兵3,000、軍船は180でほとんどが五段櫂船であった。

## 両軍兵力
ヒミルコが紀元前397年にシケリアに向かった際の兵力は、陸兵50,000、三段櫂船400、輸送船600であり、パノルムスで現地兵（シケル人、シカニ人、エリミ人）30,000が合流した。リパラには三段櫂船300と輸送船300で向かったが、シケリア西部守備のために残留させた兵力は不明である。ヒミルコが軍を分けた際、マゴは三段櫂船200と輸送船300を率いてカタナに向かった。
ディオニュシオスが紀元前398年にモティア攻撃に率いた兵力は歩兵40,000と騎兵3,000であり、市民兵と傭兵の混成軍であった（少なくとも傭兵は10,000以上と推定される）。これに途中でギリシア人、シケル人、シカニ人の志願兵40,000が加わった。カタナに向かった兵力は歩兵30,000、騎兵3,000であり、これにはギリシア人、シケル人、シカニ人の援軍も含まれている。加えて、シュラクサイとレオンティノイには守備兵が置かれていた。レプティネス率いる海軍は180隻で、ほとんどが五段櫂船で一部が三段櫂船であった。

### カルタゴ海軍
当時のカルタゴ海軍は三段櫂船を使用しており、カルタゴ市民とリビュアおよび他のカルタゴ領から徴兵された兵が海軍に勤務していた。カルタゴ海軍は軽量で機動性の高い船を好み、速度を上げるために追加の帆も持っていたが、ギリシア軍船に比べると搭乗している兵士の数は少なかった。モティアでカルタゴ艦隊はシュラクサイの五段櫂船と遭遇し、それを機に自身も五段櫂船を建造したが、紀元前397年の時点でカルタゴ軍が五段櫂船を使用したかは不明である。マゴは艦隊の攻撃力増強のために、輸送船にも衝角を取り付けていた。

### ギリシア海軍
ディオニュシオスは紀元前404年から紀元前398年にかけて、大規模な海軍増強計画を実行した。シュラクサイは200隻を新造し、既存の110隻を再艤装した。これらの多くが五段櫂船および三段櫂船であった。紀元前398年に、レプティネスはモティア攻撃のために軍船200隻と輸送船500隻を率いた。しかし、シュラクサイとモティアで輸送船の多くがカルタゴ軍に破壊された。紀元前397年には、ギリシア海軍の戦力は軍船150隻に減っており、新たに60隻を建造したが、資金不足のためにその乗員には奴隷を解放して充足した。カタナに向かったのは180隻であった。ディオニュシオスは大型艦を好んだため、多くは五段櫂船であった。ギリシア船はカルタゴ船よりも多くの陸戦兵・投擲兵を乗せることができた。

## カタナ沖の海戦
ヒミルコとの合流までの時間を考慮して、カルタゴ艦隊はゆっくりしたペースで進んだ。このときのカルタゴ感慨は三段櫂船300隻と輸送船200隻から構成されていたが、艦隊の攻撃力を増すために、輸送船（軍船よりも低速）にも衝角が取り付けられていた。カルタゴ艦隊がカタナに到着した時に、まだ陸軍が到着していないことを知った。もし夜間に海岸に乗り上げて停泊すればギリシア陸軍から奇襲される恐れがあり、もし海上に停泊した場合には、悪天候に対して脆弱であった。
他方、ギリシア海軍がカタナに到着すると、レプティネスは艦隊を整列させカルタゴ艦隊に向かって前進させた。ギリシア艦隊は数の上ではカルタゴ艦隊に劣っていたが、より大型の軍船を有しており、乗船している陸戦兵や投擲兵の数も多かった。ディオニュシオスはこの利点を十分に活用するために、レプティネスに対して密集陣形でカルタゴ軍に対するように命令していた。ギリシア軍が戦闘行動を開始するのを見て、マゴはカルタゴ艦隊に戦列を組むように命令した。
レプティネスは最も優れた30隻を選んでカルタゴ軍戦列に突撃させたが、残りの軍船はそれを追うのに苦労し、戦列は乱れた。当初は混乱の中でギリシア軍は多数のカルタゴ船を無力化、撃沈した。しかしカルタゴ軍はその数的優位を利用し、ギリシア船に接近・接舷してその動きを封じ、続いて敵船に陸戦兵を移乗させた。次第にレプティネスは不利となり、援軍も得られなかった。ついにレプティネスは前線を突破して外洋に脱出し、ギリシア艦隊は指揮官がいない状態で戦うこととなった。
残ったギリシア艦隊は混乱に陥った。他方カルタゴ軍は戦列を再度整えていた。両軍は投擲兵器を応酬し、衝角攻撃を試み、また接舷戦闘を行った。ギリシア側の個艦優位性は混戦のためにほとんど発揮されることがなく、やがてギリシア艦隊は圧倒された。ギリシア船から海に飛び込んで脱出した乗員は、カルタゴ船から降ろされたボートによって捕虜にされるか殺害された。ギリシア側は100隻を失い、20,000の兵士・水兵が戦死した。

## その後
ギリシア海軍の敗北は、ディオニュシオスを難しい立場に追い込んだ。ギリシア海軍に勝利したことにより、マゴには直前のメッセネ攻撃と同様に、シュラクサイを直接攻撃するというオプションができた。一方、もしディオニュシオスの陸軍がヒミルコに勝利したとすれば、マゴは安全な基地に戻らなければならなくなる。しかしながら、ディオニュシオスは戦略を決定するにあたって、シュラクサイにおける政治的問題に関しても考慮する必要があった。ギリシア陸軍は篭城戦に反対し、当初はディオニュシオスもヒミルコとの戦闘に傾いていた。しかし彼の助言者がマゴの艦隊がシュラクサイを占領する危険性を指摘したため、ディオニュシオスは野営地を引き上げ、シュラクサイに戻った。
この頃、天候が悪化し始めており、マゴは海岸に船を乗り上げさせる必要が生じた。このためカルタゴ艦隊はギリシア陸軍の攻撃に対して脆弱な状況に陥った。しかし、この直前にディオニュシオスは撤退を決断しており、残存艦隊も陸軍と並行して撤退した。この決断のためにシュラクサイでの篭城戦は必至となったが、シケリアのギリシア軍はこれに不満であった。しかし、一旦そうと決まると、彼らは郊外の要塞に人員を配置し、カルタゴ軍を待ち受けた。
ヒミルコは海戦の2日後に、陸軍と共にカタナに到着した。陸軍の到着により、カルタゴ海軍の安全性は確保された。陸海軍共にカタナで数日間の休息を取り、その間にマゴは損傷した艦艇を修理し、また鹵獲したギリシア軍船を再艤装した。ヒミルコはアエトナに移動させられたカンパニア人に対し、カルタゴ側に着くように交渉した。彼らはディオニュシオスに人質を出しており、またその最良の軍隊は依然としてギリシア軍と共に行動していた。このため、カンパニア人はディオニュシオスへの忠誠を維持することを選んだ。カタナにおける勝利は、紀元前397年の第一次シュラクサイ包囲戦の実施を可能とした。カルタゴ海軍の勝利はギリシア海軍の戦力を弱めただけでなく、幾らかのギリシア人がディオニュシオスを見捨てたため、陸軍の戦力も減じることになった。

## 参考資料
- Baker, G. P. (1999). Hannibal. Cooper Square Press. ISBN 0-8154-1005-0
- Bath, Tony (1992). Hannibal's Campaigns. Barnes & Noble. ISBN 0-88029-817-0
- Church, Alfred J. (1886). Carthage (4th ed.). T. Fisher Unwin
- Freeman, Edward A. (1892). Sicily: Phoenician, Greek & Roman (3rd ed.). T. Fisher Unwin
- Kern, Paul B. (1999). Ancient Siege Warfare. Indiana University Publishers. ISBN 0-253-33546-9
- Lancel, Serge (1997). Carthage: A History. Blackwell Publishers. ISBN 1-57718-103-4
- Warry, John (1993) [1980]. Warfare in The Classical World: An Illustrated Encyclopedia of Weapons, Warriors and Warfare in the Ancient Civilisations of Greece and Rome. New York: Barnes & Noble. ISBN 1-56619-463-6